# Yūko Mizutani
Yūko Mizutani (jap. 水谷 優子 Mizutani Yūko; ur. 4 listopada 1964 w powiecie Ama w prefekturze Aichi, zm. 17 maja 2016 w Tokio) – japońska seiyū, piosenkarka i narratorka związana z Production Baobab i Aoni Production.
Zmarła w 2016 roku w wieku 51 lat na raka piersi.

## Wybrane role głosowe
- 1987: Zillion jako Apple
- 1989–1992: Ranma ½ jako Kurumi
- 1991: Krzysztof Kolumb jako Beatrix
- 1992: Uchū no kishi Tekkaman Blade jako Miyuki Aiba/Tekkaman Rapier, matka Noala
- 1999–2000: Digimon Adventure jako Sora Takenouchi
- 2000–2001: Digimon Adventure 02 jako Sora Takenouchi
- 2002: Kingdom Hearts jako Myszka Minnie
- 2004–2008: Yu-Gi-Oh! GX jako Sara
- 2014: Sailor Moon Crystal jako Ikuko Tsukino